# Blanerne Castle

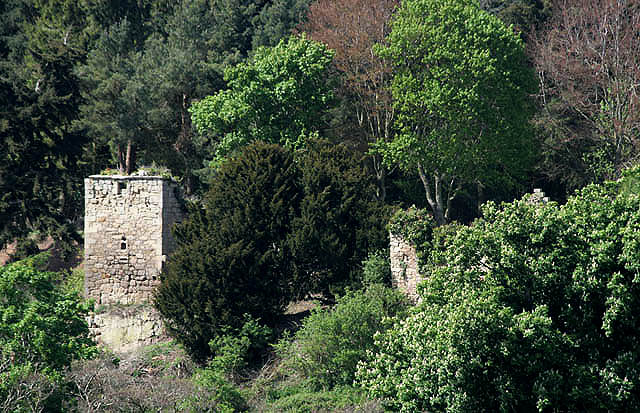
Blanerne Castle

Blanerne Castle ist die Ruine eines befestigten Herrenhauses aus dem 16. Jahrhundert auf dem Gelände des Blanerne House, eines Landhauses aus dem 18. Jahrhundert zwischen Chirnside und Preston in der schottischen Council Area Scottish Borders. Haus und Burgruine liegen auf dem nördlichen Ufer des Whiteadder Water, etwa 6 km nordöstlich von Duns. Das Haus wird zurzeit als Pension genutzt; man kann in der Nähe fischen und jagen. Das Landhaus hat Historic Scotland als historisches Bauwerk der Kategorie B gelistet. Die Burgruine ist hingegen als Scheduled Monument klassifiziert.

## Blanerne Castle
Die Burg war über vier Jahrhunderte lang der historische Sitz der Familie Lumsden. Die heute noch erhaltenen Ruinen werden auf das 16. Jahrhundert datiert, auch wenn es an dieser Stelle vermutlich seit dem 12. Jahrhundert ein Gebäude gegeben hat. Erhalten sind die Reste eines Donjons oder Küchenblocks mit einem daran westlich angebauten Wachhaus.
Ein populäres Gedicht aus Berwickshire bezieht sich auf die mittelalterliche Stärke von Blanerne Castle und der nahegelegenen Festungen Billie Castle und Bonkyll Castle durch ihre Konstruktion in der Zeit König David I. und ihre Zerstörung nach dem Rough Wooing (1542–1551):
Bunkle, Billie and Blanerne

Three castles strong as airn

Built when Davie was a Bairn

Theyll all gang doon,

Wi Scotland’s Croon

An ilka ane shall be a cairn

## Blanerne House
Das Landhaus wurde im 18. Jahrhundert errichtet. Um 1830 zeichnete Architekt William Burn Pläne für dessen Umbau, die allerdings nie zur Ausführung kamen. Ein großer Brand im Jahre 1895 führte zum Neubau des Hauses 1897 in seiner heutigen Form.